# Iaudas
Iaudas  (en griego antiguo: Ιαύδας), fue un líder bereber del siglo VI que durante mucho tiempo mantuvo a raya a los bizantinos en la región de Aurés, y desempeñó un papel importante en las revueltas bereberes que siguieron a la reconquista bizantina.

## Biografía
Iaudas era yerno de Mefanias, otro jefe tribal, al que asesinó, y el cuñado de Massonas, hijo de Mefanias. Según Coripo, era el dux del manus Aurasitana, es decir, el jefe del ejército de auresiano, y según Procopio de Cesarea, el jefe de los bereberes de Aurasia. Este último también lo describe como el más bello y valiente de todos los moros.
A principios del año 535, mientras el general bizantino Salomón se ocupaba de hacer frente a la revuelta de los bereberes de Bizacena, dirigida por los jefes Cutzinas, Esdilasas, Medisinisas y Jurfutes, Iaudas aprovechó la oportunidad para llevar a sus 30 000 guerreros a invadir y saquear los campos de Numidia, hasta la región de Tigisi  (actual Ain El Bordj, en Argelia). tomando un gran número de prisioneros. Según el fantasioso relato de Procopio, el oficial Altias, situado en la ciudad de Centuria, encargado de vigilar los fuertes de este cantón, y su pequeño ejército federado de 70 masagetas, se reunieron con Iaudas poco después, cerca de la fuente de agua de Tigisi; Iaudas queríatener acceso al agua de la fuente para sus hombres devorados por la sed ardiente producida por la fatiga y el calor, ya que era entonces el fuerte de verano, mientras que Altias quería recuperar algunos prisioneros de Iaudas. Para resolver la disputa, los dos jefes se enfrentaron cara a cara. Iaudas, aterrorizado por la destreza de Altias, que había matado a su caballo, huyó con su ejército en desorden. Todo el botín y los prisioneros se recuperaron.
En 534-535, los bereberes de Bizacena, insurgentes contra el nuevo poder, fueron derrotados por Salomón en las batallas de Mammes y el Monte Burgaon, lo que colocó a Iaudas en primera línea contra el Imperio bizantino. Se enfrentó, primero dando la bienvenida a los supervivientes de la insurrección, como Cutzinas, y luego resistiendo al avance de Salomón en el Aurés.
Salomón, con dos líderes bereberes, Massonas, que buscaba vengar a su padre, asesinado por Iaudas, y Orteas, víctima de una conspiración de Iaudas y Mastigas, avanzó contra el Aurés. Desafió a Iaudas al combate, pero después de tres días, sus soldados sospechaban de la lealtad de los bereberes. Como resultado, Salomón abandonó la campaña y no se involucró en más conflictos con ellos hasta el año 537 debido a un motín del ejército bizantino en la primavera de 536.
Iaudas reapareció en las fuentess en 537 cuando se unió a Estotzas, el líder de un importante motín del ejército bizantino, y se reconcilió con uno de sus antiguos rivales, Orteas, que comandaba las tribus bereberes al oeste del Aurés. En la batalla de Scalas Veteres, Iaudas y los otros jefes bereberes que acompañaban a Estotzas permanecieron en retirada y Estotzas fue derrotado. Posteriormente, Iaudas se unió a Germano para perseguir a los amotinados bizantinos. En 539, después de una segunda y meticulosa campaña de Salomón en el corazón del Aurés, esta vez decisiva: fue perseguido y tuvo que ceder después de una larga resistencia. Perdió su tesoro, sus esposas (o sus concubinas), y fue herido en el muslo por una jabalina, pero no capituló: eligió el exilio en Mauritania, tal vez con su antiguo aliado, Mastigas.
Sin embargo, la gran revuelta de las tribus de Tripolitania y Bizacena cinco años después le permitió una espectacular recuperación. En 544, Salomón y sus tropas fueron aplastados en la batalla de Cillium  por el jefe bereber Antalas, el general bizantino fue asesinado.
A finales del año 545, volvió a atacar de nuevo al Imperio a la cabeza de un ejército de Numidia, al que se unió la gran coalición de insurgentes liderada por Antalas y los laguatan, y participó con ellos en 546 en las negociaciones con otro disidente bizantino, el usurpador de origen vándalo, Guntarico, y luego en la guerra contra el nuevo general enviado por Justiniano, en sustitución de Salomón, Juan Troglita. En coalición con Guntarico, él y Cutzinas se dirigieron a Cartago, mientras que el líder bereber Antalas golpeaba e invadía Bizacena. Cartago fue tomada, sin embargo, Guntarico fues víctima de una conspiración y fue asesinado por Artabanes poco después, la ciudad fue tomada por los bizantinos.
En el verano de 546, Iaudas fue definitivamente derrotado por el general bizantino Juan Troglita, esta vez no se vio obligado a huir, sino que tuvo que aceptar la tutela de los bizantinos. En efecto, solo reaparece en las fuentes en 547/548 y 548, para proporcionar soldados a la llamada de Juan Troglita, y seguir a su ejército cuando tuvo que luchar contra un nuevo ataque de las tribus de Tripolitania5. Participó en la victoriosa batalla de los campos de Catón contra Antalas y Carcasan y se dice que aportó un contingente de 12 000 hombres según Coripo, que lo presentó como el Famulatus Iaudas, el único que, en las descripciones de los auxiliares bereberes en el Johannis, aparece como aliado a pesar de sí mismo, actuando bajo coacción.